# Masyw Trzech Koron

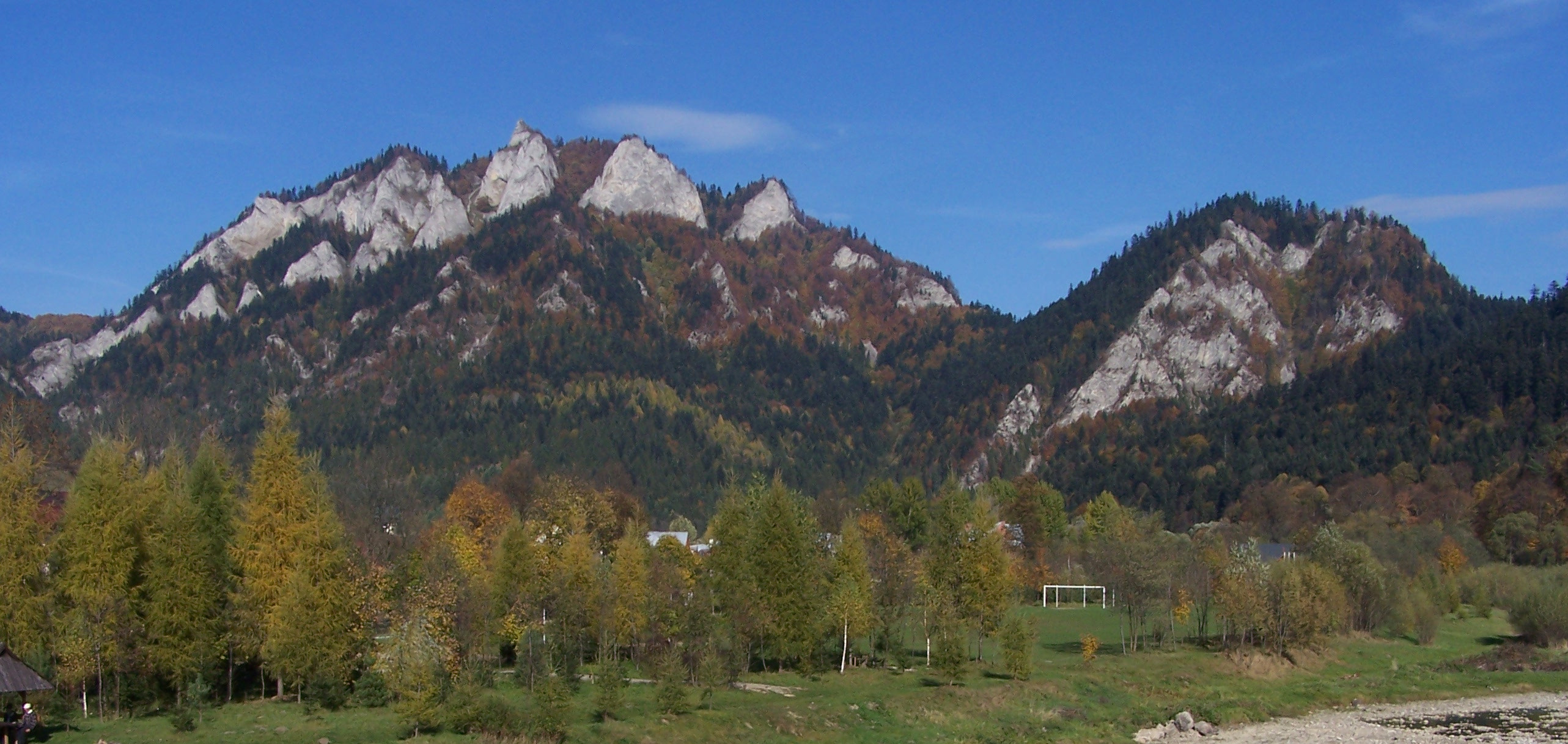
Masyw Trzech Koron

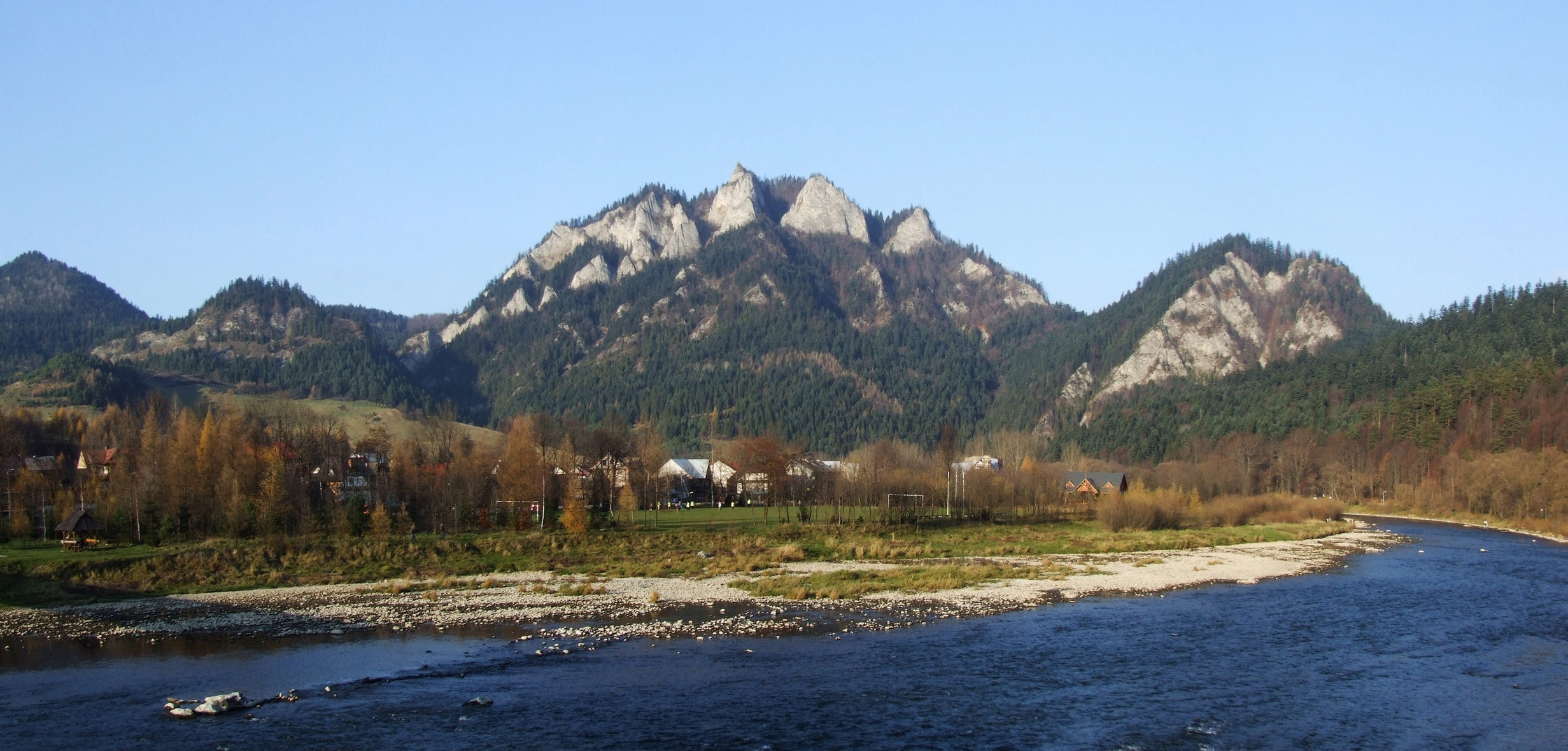
Część Pienin Czorsztyńskich i Masyw Trzech Koron

Masyw Trzech Koron – dobrze wyodrębniona część pasma Pienin Właściwych pomiędzy Przełęczą Szopka i Wąwozem Szopczańskim na zachodzie, a doliną Pienińskiego Potoku i Dunajcem. Obejmuje takie szczyty, jak:
- Trzy Korony 982 m
- Ostry Wierch 851 m
- Zamkowa Góra 799 m
- Łysina 792 m
- Klejowa Góra 579 m[2]

Ważniejsze przełęcze to: Przełęcz Szopka (Chwała Bogu) (780 m), Niedźwiadki (899 m), Zamkowa Przełęcz (770 m), Wyżny Łazek (695 m), Siodło (ok. 955 m).
W masywie Trzech Koron znajduje się najwyższy szczyt Pienin Właściwych (Trzy Korony). Jest to też najbardziej atrakcyjna część Pienin. Występuje tu wiele wysokich, stromo podciętych wapiennych turni, głębokie wąwozy, usypiska piargów i Pieniński Przełom tworzący głęboki kanion. Na stromych wapiennych skałach występuje ciekawa flora rzadkich roślin wapieniolubnych i liczne jaskinie. Tylko tutaj, na stromych ścianach Trzech Koron znaleziono pojedyncze stanowiska pienińskiego endemitu – mniszka pienińskiego. Na szczycie Trzech Koron platforma widokowa. Warto zwiedzić też Zamkową Górę z ruinami Zamku Pienińskiego, w którym ukrywała się św. Kinga.
Jan Rostworowski w 1831 pisał: „Kto raz te miejsca poznał...ten będzie miał ich obraz na zawsze w pamięci wyryty”.